# Arp 324
Arp 324 = VV 159 ist eine interagierende Galaxiengruppe im Sternbild Herkules, die schätzungsweise 500 Millionen Lichtjahre von der Milchstraße entfernt ist. Halton Arp gliederte seinen Katalog ungewöhnlicher Galaxien nach rein morphologischen Kriterien in Gruppen. Diese Galaxiengruppe gehört zu der Klasse Ketten von Galaxien.
| Bezeichnung | α J2000.0     | δ J2000.0    | Morphologischer Typ | mV   | Winkelausdehnung | Entfernung (Mio. Lj.) |
| ----------- | ------------- | ------------ | ------------------- | ---- | ---------------- | --------------------- |
| VV 159a     | 16h 02m 17,0s | +15° 58′ 29″ | cD;E+;BrClG         | 14,2 | 1′,7 × 1′,0      | 480                   |
| VV 159b     | 16h 02m 13,2s | +15° 56′ 15″ | SAB(r)ab            | 15,6 | 0,8' × 0,7'      | 596                   |
| VV 159c     | 16h 02m 12,8s | +15° 54′ 27″ | E3                  | 15,2 | 0,8' × 0,5'      | 483                   |
| VV 159d     | 16h 02m 11,9s | +15° 55′ 09″ | DBL SYS             | 16,0 |                  |                       |
| VV 159e     | 16h 02m 15,3s | +15° 57′ 52″ |                     | 15,7 | 0,19' × 0,17'    |                       |
| VV 159f     | 16h 02m 09,2s | +15° 53′ 16″ | spiral              | 15,5 | 0,5' × 0,1'      | 400                   |